# Pachalik d'Erzurum
1533–1865
Entités précédentes :
- Séfévides

Entités suivantes :
- Vilayet d'Erzurum (Empire ottoman)

L'eyalet ou pachalik d'Erzurum (ایالت ارضروم, Eyālet-i Erżurūm en turc ottoman) est une province de l'Empire ottoman qui a existé de 1533 à 1865. Sa capitale était Erzurum. Au début du XIXe siècle, sa superficie était de 29 690 km2.

## Histoire

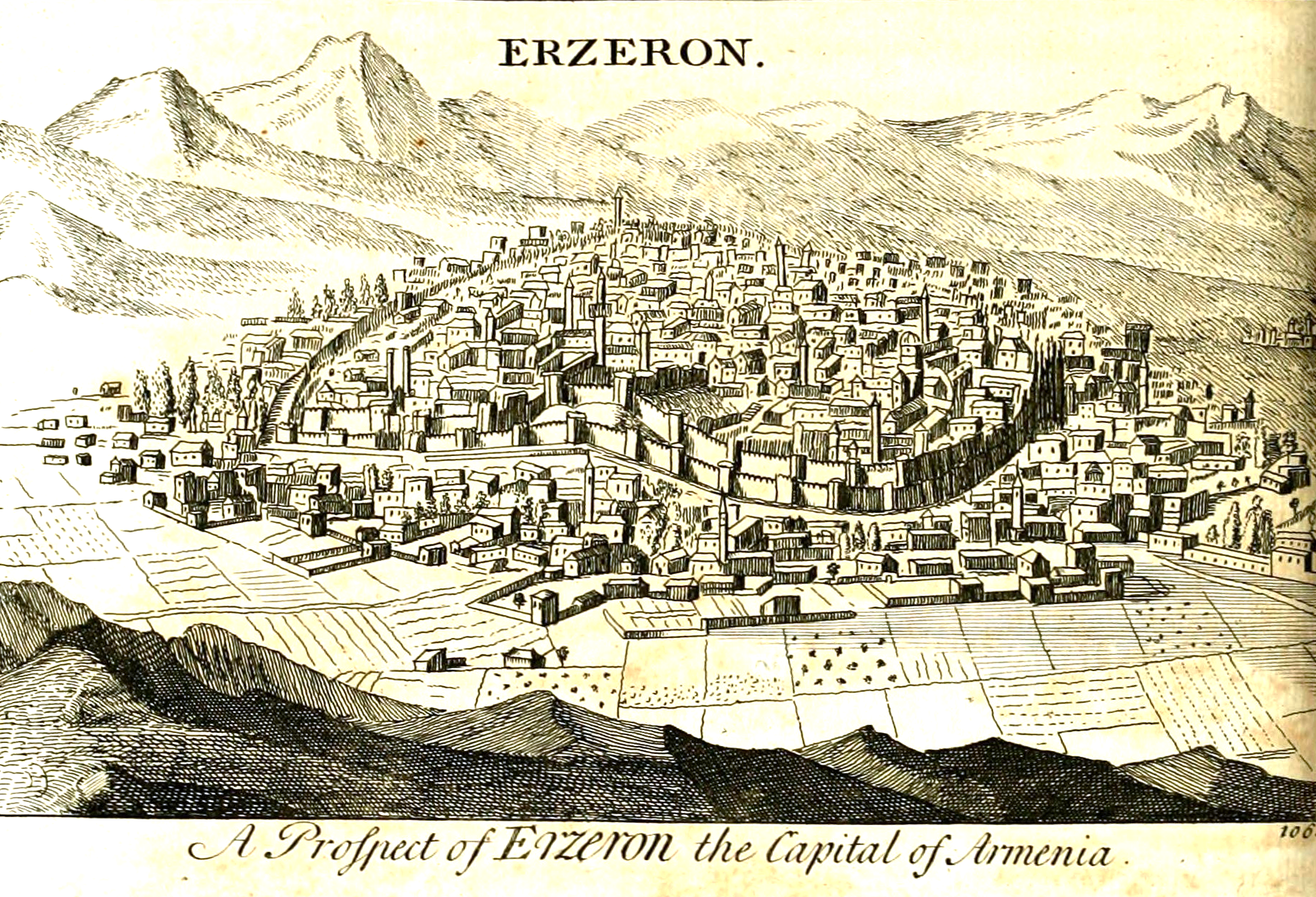
"Vue d'Erzeron, capitale de l'Arménie" par Joseph Pitton de Tournefort, 1718.

La région d'Erzurum a appartenu, à différentes époques, aux royaumes arméniens ou géorgiens. La ville d'İspir passe pour le berceau de la lignée royale des Bagratides (Bagratouni, Bagration) qui a régné sur ces deux pays. Au XVe siècle, elle appartient à la principauté turkmène des Aq Qoyunlu (Mouton Blanc) avant d'être conquise par la Perse séfévide. Le sultan ottoman Sélim Ier s'en empare après la bataille de Tchaldiran en 1514. Elle est érigée en beylerbeylik (plus tard eyalet ou pachalik) en 1533. Au XVIIe siècle, la province est troublée par le soulèvement du gouverneur Abaza Mehmed Pacha et par les révoltes des Celali, milices musulmanes locales. Pendant la guerre ottomano-persane (1730–1735) (en), elle est brièvement occupée par le roi perse Nâdir Châh avant de revenir aux Ottomans. Elle est de nouveau envahie par le roi perse Abbas Mirza au cours de la guerre ottomano-persane (1821–1823) (en). Les traités d'Erzurum (en), signés en 1823 et 1847, fixent les frontières entre l'Empire ottoman et la Perse ; les deux empires s'engagent à respecter leurs limites terrestres et la frontière maritime du Chatt-el-Arab et à réprimer l'agitation des tribus kurdes. La ville et la province sont brièvement occupées par l'armée impériale russe pendant la guerre russo-turque de 1828-1829. D'après l'archéologue français Charles Texier, qui visite cette région en 1839, les localités de Bayburt, Erzurum et Beyazit ont été en grande partie dévastées par l'armée russe, puis par les guerres entre chefs kurdes, au point que Beyazit semble en voie d'abandon 10 ans plus tard.
En temps de paix, c'est une voie de passage importante pour les caravanes qui relient l'Empire ottoman et la Perse. Le palais İshak Paşa, à l'est de Doğubeyazıt, construit entre 1685 et 1784 par une lignée de gouverneurs ottomans, commandait un caravansérail sur la Route de la Soie. En 1865, le pachalik d'Erzurum est une des premières provinces à connaître la réforme de statut qui transforme l'eyalet en vilayet : elle devient alors le vilayet d'Erzurum.

## Subdivisions

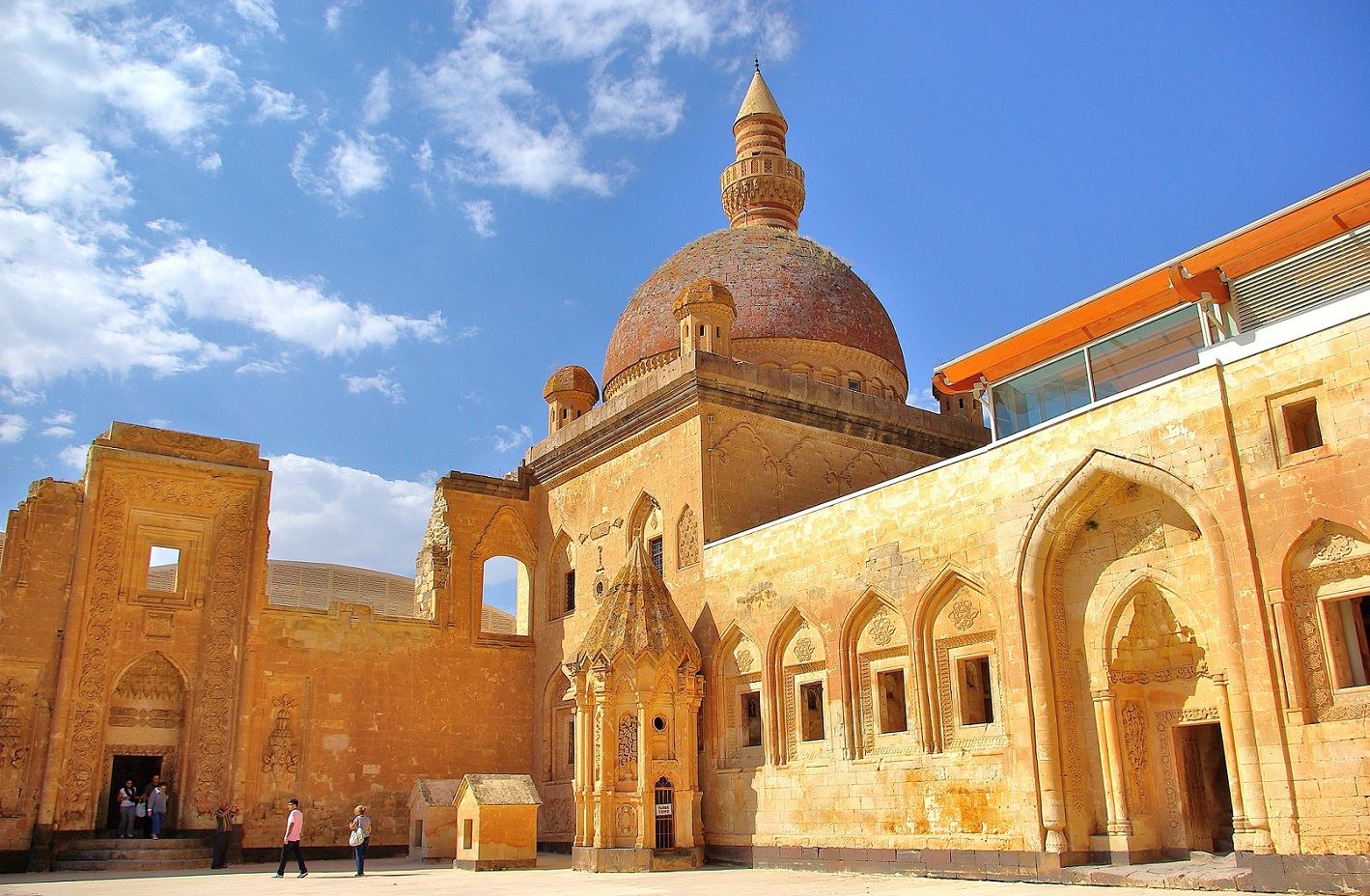
Palais Ishak Pacha, XVII-XVIIIe siècles.

Au XVIIe siècle, d'après le voyageur ottoman Evliya Çelebi, la province comprend les sandjaks (districts) suivants :
1. Sandjak de Karahisar (Şebinkarahisar)
2. Sandjak de Keifi
3. Sandjak de Pasin
4. Sandjak d'Ispir
5. Sandjak de Hınıs
6. Sandjak de Malazgirt
7. Sandjak de Tekman
8. Sandjak de Kuzudjan
9. Sandjak de Tortum
10. Sandjak de Lejengerd
11. Sandjak de Mamar (près de Qubadli)
12. Sandjak d'Erzurum, siège du pacha

Au début du XIXe siècle, elle comprend les sandjaks suivants :
1. Sandjak d'Erzurum
2. Sandjak de Kemah
3. Sandjak de Maden
4. Sandjak d'Erzincan
5. Sandjak de Şebinkarahisar
6. Sandjak de Gümüşhane